# Nouvion
Nouvion – miejscowość i gmina we Francji, w regionie Hauts-de-France, w departamencie Somma.
Według danych na rok 2011 gminę zamieszkiwało 1268 osób, a gęstość zaludnienia wynosiła 81 osób/km² (wśród 2293 gmin Pikardii Nouvion plasuje się na 237. miejscu pod względem liczby ludności, natomiast pod względem powierzchni na miejscu 172.).
W Nouvion rozgrywa się akcja brytyjskiego serialu komediowego z lat 80. XX wieku – ’Allo ’Allo!. Tu znajdowała się centrala dla całej akcji Café René. Faktycznie jednak zdjęcia kręcono w Norfolku i Borehamwood.